# Fürstentum Ratzeburg
Das Fürstentum Ratzeburg bestand von 1648 bis 1918. Hervorgegangen aus dem Hochstift Ratzeburg war Teil des Heiligen Römischen Reiches Deutscher Nation. Im Ergebnis der Dritten mecklenburgischen Hauptlandesteilung (1701) wurde das Fürstentum Ratzeburg Gründungsbestandteil des neu entstandenen (Teil-)Herzogtums Mecklenburg-Strelitz. Heute liegt das Gebiet des ehemaligen Fürstentums zum überwiegenden Teil im Land Mecklenburg-Vorpommern zum Teil im  Kreis Herzogtum Lauenburg in Schleswig-Holstein.

## Geschichte

### 1648 bis 1806
Das Fürstentum entstand im Westfälischen Frieden (1648) durch Säkularisation des Hochstifts Ratzeburg. Es wurde 1648 dem Herrschaftsbereich der Herzöge zu Mecklenburg als Gebietsentschädigung für die an Schweden abgetretenen Gebiete Wismar, Neukloster und die Insel Poel beigelegt. Es zählte wie schon zuvor das Hochstift Ratzeburg zum Niedersächsischen Reichskreis.
Im Gegensatz zu den anderen Teilgebieten im Herrschaftsbereich der mecklenburgischen Herzöge – die nach den Bestimmungen des Wiener Kongresses 1815 zu Großherzögen erhoben wurden – gab es im Ratzeburger Land keine Leibeigenschaft und (bis auf die drei Allodialgüter Torisdorf, Horst und Dodow) keine Großgrundbesitzer, sondern nur freie Bauern. Anders als der Mecklenburger Adel hatten Bischof und Domkapitel keinerlei Interesse am Bauernlegen und am Errichten von Rittergütern. Die eigenständige Kultur des ehemaligen Fürstentums Ratzeburg wird heute vom Volkskundemuseum in Schönberg dokumentiert.
Im Hamburger Vergleich von 1701 wurde „von Herrn Herzog Friedrich Wilhelm  an Herrn Herzog Adolf Friedrich das Fürstentum Ratzeburg [...] frei von Schulden übergeben und abgetreten [...] und daneben auch die Herrschaft Stargard in seinen Grenzen mit allen darin befindlichen Adel, Städten und Ämtern [...].“  Zwischen Ratzeburg und der fast 200 km entfernten Residenz des Herzogs Adolf Friedrich II. in Strelitz lag das andere mecklenburgische (Teil-)Herzogtum Mecklenburg-Schwerin. Da die Verwaltung des Fürstentums von Strelitz aus entfernungsbedingt schwierig war, blieb Ratzeburg fast völlig selbstverwaltet und hatte eigenständige von Strelitz getrennte Behörden. Hochstift und Domhof gehörten territorial zum Fürstentum, die Stadt Ratzeburg selbst gehörte zum Herzogtum Sachsen-Lauenburg. Das Fürstentum wurde kein Teil des im Landesgrundgesetzlichen Erbvergleich (1755) gefestigten mecklenburgischen Ständestaats und war nicht auf dem Landtag vertreten.
Im Großen Nordischen Krieg (1700–1721) wurde das Fürstentum von dänischen Truppen verheert, die auf das schwedische Wismar anrückten. Ähnliches galt in den napoleonischen Kriegen, als das Fürstentum 1806–14 von durchziehenden preußischen, französischen und alliierten Truppen verheert wurde. 1814 wurde der Verwaltungssitz auf dem Domhof aufgelöst und stattdessen eine Landvogtei in Schönberg eingerichtet.

### 1815 bis 1918
Von der Demokratischen Bewegung des Vormärz  und der Deutschen Revolution 1848/1849 wurde das Fürstentum Ratzeburg verhältnismäßig wenig ergriffen – es blieb dort „alles beim alten“. Großherzog Friedrich Wilhelm II. regierte von 1860 bis 1904 sein anfangs überschuldetes Land Mecklenburg-Strelitz mit einem harten Sparkurs. Das reiche Fürstentum Ratzeburg wurde dabei durch den Schuldenabbau finanziell wesentlich stärker als das ärmere Land Stargard belastet. Folge waren kultureller und wirtschaftlicher Stillstand.
Die Frage nach einer eigenen Verfassung und deren Gestalt beschäftigte das Fürstentum die gesamte zweite Hälfte des 19. Jahrhunderts. Nach 1848 war Ratzeburg das einzige Territorium in Deutschland ohne Verfassung. Es galt allerdings auch nicht als eigener Bundesstaat des Deutschen Bundes, sondern hatte einen staatsrechtlich unklaren Status zwischen Personalunion und Teil des großherzoglichen Domaniums. Nachdem ihre Bittschriften an den Großherzog erfolglos geblieben waren, richteten Bürger des Fürstentums 1867 eine Petition an den Bundesrat des Norddeutschen Bundes: „Die Mecklenburgische Regierung zu ersuchen, in das Fürstentum Ratzeburg auf dem einen oder anderen Wege eine solche Verfassung einzuführen, welche den Anforderungen des Artikels XIII der Verfassung des ehemaligen Deutschen Bundes zu genügen geeignet sei.“ Ein Beschluss des Bundesrates in dieser Sache war noch nicht ergangen, als am 6. November 1869 Großherzog Friedrich Wilhelm II. dem Fürstentum Ratzeburg eine Verfassung verordnete, die jedoch auf erbitterten Widerstand der Stadtbürger und Bauern traf. 1870 erhoben sie Beschwerde über die Verfassung beim Bundesrat unter Berufung auf Art. 76 Abs. 2 der Verfassung. Der Bundesrat wies die Beschwerde durch Beschluss vom 1. Mai 1870 zurück mit der Begründung, dass hier ein Verfassungsstreit im Sinne des Art. 76 Abs. 2 nicht vorliege. Obwohl der Reichstag darauf auf Antrag der Petenten in der Sitzung vom 12. Juni 1872 beschlossen hatte „die Petition dem Reichskanzler behufs wiederholten Versuchs gütlichen Ausgleichs des noch schwebenden Verfassungsstreites durch den Bundesrat zu überweisen“, bestätigte der Bundesrat seinen früher gefassten Beschluss am 11. März 1873. Die Bürger Schönbergs und die Bauern boykottierten daraufhin die Sitzungen des neugeschaffenen Landtags für das Fürstentum und machten ihn beschlussunfähig. Erst nach Zusage von Reformen konnte der Landtag schließlich im Februar 1906 erstmals beschlussfähig tagen – um sofort eine Resolution zur Verfassungsänderung zu verabschieden. Die Verfassungsfrage Ratzeburgs wurde von vielen als symptomatisch für die Reformbedürftigkeit der Verfassung Mecklenburgs insgesamt gesehen und beschäftigte mehrfach den Reichstag in Berlin.
Mit den Reichsjustizgesetzen und der Verordnung zur Ausführung des Gerichtsverfassungsgesetzes vom 27. Januar 1877 vom 17. Mai 1879 erhielt das Fürstentum eine neue Justizstruktur. Die bisherigen Gerichte wurden aufgehoben. Der Gerichtssprengel des neu eingerichteten Amtsgerichts Schönberg umfasste das Fürstentum Ratzeburg. Wegen der weiten Entfernung zum zuständigen Landgericht Neustrelitz richtete dieses eine eigene Strafkammer am Amtsgericht in Schönberg ein.
Das Vorhaben, das Fürstentum mit einem neuen Landesgrundgesetz für Mecklenburg zu einem gleichberechtigten Teil des Großherzogtums zu machen, kam bis zum Ersten Weltkrieg (1914–1918) nicht über ein Entwurfsstadium hinaus. 1918 erlosch das Fürstenhaus Mecklenburg-Strelitz und das Großherzogtum wurde Freistaat. Das bisherige Fürstentum Ratzeburg erhielt nun den Namen „Land Ratzeburg“ und wurde im Landesgrundgesetz für Mecklenburg-Strelitz von 1919/1923 völlig gleichgestellt.

### Weitere Entwicklung
Der Ratzeburger Domhof und die Exklaven kamen 1937 durch das Groß-Hamburg-Gesetz an den Kreis Herzogtum Lauenburg, dafür fiel das Lübecker Dorf Utecht an Mecklenburg.
1945 fielen durch Veränderung der Zonengrenze im sogenannten Barber-Ljaschtschenko-Abkommen die historisch zum Ratzeburger Land gehörenden Gemeinden Ziethen, Mechow, Bäk und Römnitz ebenfalls an den Kreis Herzogtum Lauenburg. Diese Gebietsveränderung wurde auch nach der Wiedervereinigung aufrechterhalten. Der Kern der Gemeinden des ehemaligen Ratzeburger Landes ist heute in der Amtsverwaltung Amt Schönberger Land zusammengefasst.

## Territorium

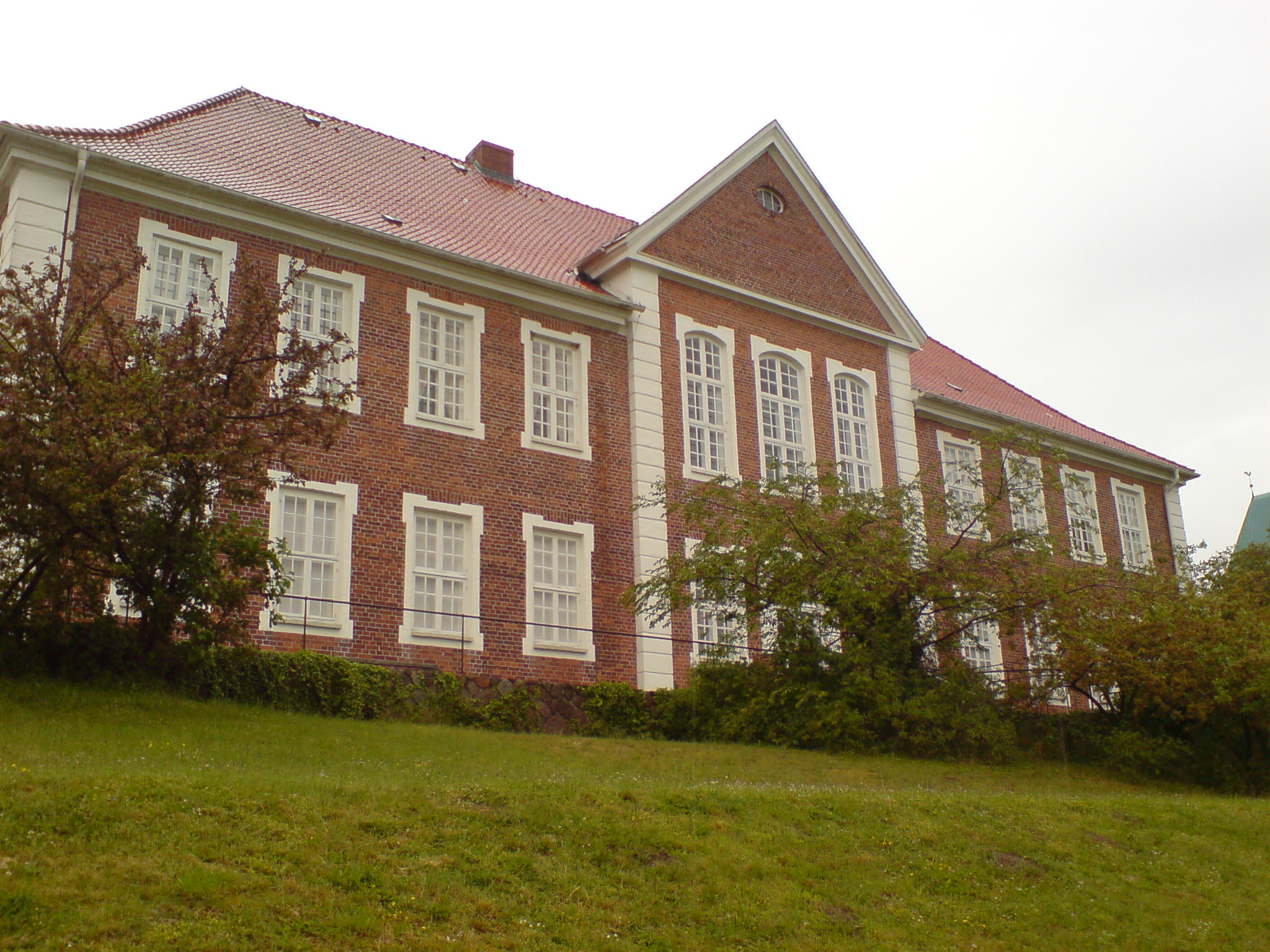
Herrenhaus der Herzöge von Mecklenburg in Ratzeburg

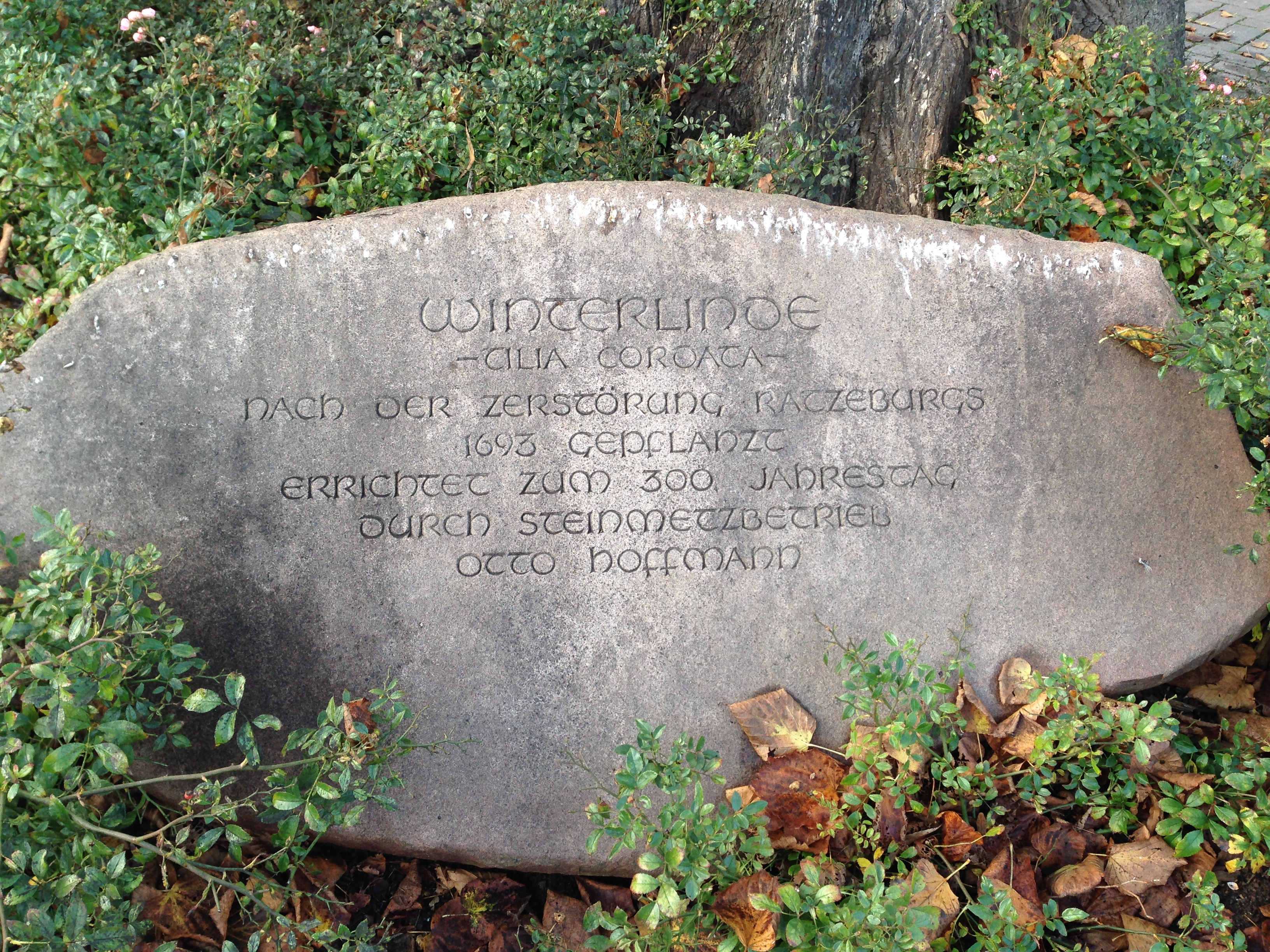
Denkmal für die Zerstörung Ratzeburgs 1693 durch die Dänen.

Das Fürstentum umfasste nicht den wesentlich größeren geistlichen Aufsichtsbezirk des untergegangenen Bistums, sondern (nur) das Hochstift, die Liegenschaften des Bischofs und des Domkapitels. Diese waren hauptsächlich um die bischöfliche Residenzstadt Schönberg herum konzentriert im Norden bis an das Ufer der Stepenitz. Dieses Gebiet ist heute, bis auf die im Barber-Ljaschtschenko-Abkommen 1945 an den Kreis Herzogtum Lauenburg gekommenen Orte, ein Teil des Landkreises Nordwestmecklenburg.
In der Stadt Ratzeburg gehörte lediglich der Domhof Ratzeburg, das Gebiet unmittelbar um den Ratzeburger Dom und das Herrenhaus der Herzöge von Mecklenburg, dazu. Hinzu kamen die Dörfer Panten (mit Hammer und Mannhagen), Horst und Walksfelde, die als Exklaven im Lauenburgischen lagen, sowie das Gut Dodow (heute Ortsteil von Wittendörp) als Exklave im Gebiet von Mecklenburg-Schwerin. Das Fürstentum hatte zuletzt etwa 20.000 Einwohner.
Amtssitze des Fürstentums waren Schönberg, Stove (heute zu Carlow) und Schlagsdorf. Die drei Allodialgüter Torriesdorf/Torisdorf (heute Ortsteil von Groß Siemz), Horst und Dodow waren amtsfrei.
Kirchspiele waren Schönberg, Carlow, Demern, Herrnburg, Selmsdorf, Schlagsdorf und Ziethen.

### Verwaltungsgliederung im 18. Jahrhundert
Zum Ende des 18. Jahrhunderts sah die Verwaltungsgliederung des Fürstentums so aus:
1) Das Amt Ratzeburg. Dieses begreift:
1. Den Domhof und Palmberg bei der Stadt Ratzeburg. Auf dem Domhof steht die Domkirche, nahe bei welcher die herzogliche Regierungskanzlei ist, oben über dem Kreuzgang aber sind 2 Zimmer für die herzogliche Rentkammer und das Konsistorium eingerichtet. Es sind hier auch einige Häuser, in welchen die herzoglichen Bedienten freie Wohnung haben. Auf dem sogenannten Palmberge (lat. „Mons Polaborum“), welcher ein großer, viereckiger, und mit drei Alleen von Lindenbäumen besetzter Platz ist, steht das Herrenhaus.
2. Die Schlagstorffische Vogtei, in welcher
(1) Die Baeck, bei Ratzeburg, welche meistenteils aus Kupfermühlen besteht.
(2) Schlagsdorf, ein Pfarrdorf mit einer Meierei.
(3) Die Meiereien Römnitz, Neuhof, Groß Molzahn und Wietingsbek.
(4) Lankow, Schlagbrügge und Mechow, sind Dörfer mit kleinen Seen, und das letztere hat auch eine Meierei.
(5) Ziethen, ein Pfarrdorf mit einem kleinen See.
(6) Noch 9 Dörfer.
3. die Rupenstorfische Vogtei, (auch „Terra Boitinensis“) begreift
(1) Boitin-Resdorf, ein Dorf.
(2) Rupensdorf, ein Dorf.
(3) Lauen und Wahrsow, sind Dörfer, deren jedes eine Meierei, und das erste auch einen kleinen See hat.
(4) Die Meiereien Lentschow und Lockwisch, welche letztere einen kleinen See hat.
(5) Noch 11 Dörfer.
(6) Horst, ein adeliches Gut, mit dem Dorf Oldendorf.
(7) Torisdorf, ein adeliches Gut.
2) Das Amt Schönberg, welches begreift:
1) Schönberg, ein Flecken mit dem Amthaus, auf welchem alten Schloß ehemals die Bischöfe von Ratzeburg gewohnet haben.
2) Selmsdorf, ein Pfarrdorf mit einer Meyerey.
3) Zarnowenz, Bardowiek, Blüssem, Menzendorf mit einem kleinen See, und Rabenstorf, Dörfer mit Meiereien.
4) Die Dörfer Groß- und Klein-Siems, welches letztere einen kleinen See hat.
5) Noch 17 Dörfer.
6) Herrnburg, ein Pfarrdorf.
7) Die Dörfer Mannhagen, Panten, Walksfelde und die Meierei Hammer, sind jenseits der Stecknitz, und zwar nahe bei derselben, belegen.
8) Bennin, ein Dorf, und Dodow, ein adeliches Gut, sind von dem Mecklenburg-schwerinischen Amt Boizenburg umgeben.
3) das Amt Stove, welches begreift:
1) Stove, das Amthaus, welches ein altes Schloß ist
2) Carlow und Demern, Pfarrdörfer. Das zweite hat eine Meierei.
3) Noch 8 Dörfer, und die Meiereien Klein-Rünz, und Röggelin, welche letztere einen See hat.

## Wappen
Aus unbekannten Gründen wurde das Wappen des Hochstifts Ratzeburg: Vorne der goldene, aufrecht gestellte Bischofsstab im blauen Feld; hinten im goldenen Felde die blaue Burg nach der Säkularisierung 1648 nicht weiter verwendet. Das (neue) historische Wappen des Fürstentums Ratzeburg wurde erst seit dem Regierungsantritt Herzog Christian (Louis) 1658 als Teil des mecklenburgischen Gesamtwappens geführt: In Rot ein silbernes Hochkreuz, überhöht von einer goldenen Krone (siehe oben). Auch heute findet sich dieses Wappen noch in aktuellen Gemeindewappen.

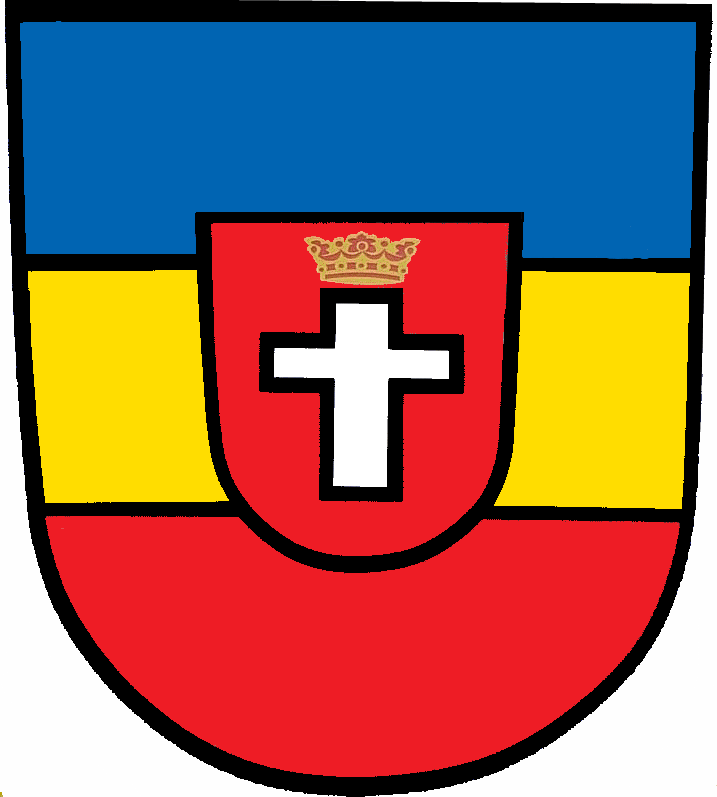
Stadt Schönberg in Mecklenburg-Vorpommern
Gemeinde Bäk in Schleswig-Holstein
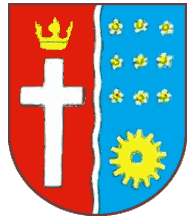
Gemeinde Lüdersdorf in Mecklenburg-Vorpommern
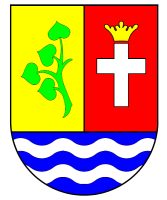
Gemeinde Schlagsdorf in Mecklenburg-Vorpommern
Gemeinde Ziethen in Schleswig-Holstein